# Colomba
Stichting Uitgeverij/Verzendboekhandel Colomba is een Nederlandse uitgever en boekhandel die zich specialiseert in katholieke boeken.  Het bedrijf richt zich vooral op conservatieve katholieken en staat onder leiding van directeur P.A.Th.M. Prinsen.  Naast een internetwinkel heeft Colomba ook een winkel in Leiden.